# 1997 EE
1997 EE är en asteroid i huvudbältet som upptäcktes den 1 mars 1997 av den japanska astronomen Takao Kobayashi vid Ōizumi-observatoriet.
Asteroiden har en diameter på ungefär 2 kilometer.